# Meioneta albinotata
Meioneta albinotata är en spindelart som beskrevs av Alfred Frank Millidge 1991. Meioneta albinotata ingår i släktet Meioneta och familjen täckvävarspindlar.
Artens utbredningsområde är Colombia. Inga underarter finns listade i Catalogue of Life.